# 한스 도르프너
한스 도르프너(독일어: Hans Dorfner, 1965년 7월 3일, 바이에른 주 니텐도르프 ~)는 독일의 전직 축구 선수이다.

## 경력
도르프너는 바이에른 뮌헨과 뉘른베르크 소속으로 서독 / 독일 1부 리그에서 활약했다. 그는 1980년대 말, 서독 국가대표팀 경기에도 7번 출전했고, 유로 1988 최종 명단에도 들었지만, 대회 본선에 출전하지는 못했다. 그는 1993-94 시즌을 끝으로, 일찍 은퇴했다.

## 수상

### 클럽
바이에른 뮌헨
- 분데스리가: 1986–87, 1988–89, 1989–90
- DFB-포칼: 1983–84
- DFL-슈퍼컵: 1987[4]

뉘른베르크
- 2. 분데스리가: 1984–85